# Чугунов Іван Іванович
Іван Іванович Чугунов (7 жовтня 1907, село Шатки Арзамаського повіту Нижньогородської губернії, тепер селище Нижньогородської області, Російська Федерація — 10 лютого 1972, місто Горький, тепер Нижній Новгород, Російська Федерація) — радянський діяч, голова Горьковського облвиконкому, 1-й секретар Горьковського сільського обласного комітету КПРС. Депутат Верховної ради РРФСР 3-го скликання. Депутат Верховної Ради СРСР 5—8-го скликань.

## Життєпис
Народився в бідній селянській родині. У 1923—1925 роках працював переписувачем у виконавчому комітеті Шатківської волосної ради, був членом правління та рахівником сільпо села Шатки.
У 1925—1929 роках — член правління районної спілки споживчих товариств, член правління окружної спілки споживчих товариств у місті Арзамасі Нижньогородської губернії.
У 1929—1932 роках служив у Червоній армії солдатом, молодшим командиром та політичним керівником (політруком).
Член ВКП(б) з 1932 року.
З 1932 до лютого 1933 року — студент Нижньогородського (Горьковського) планового інституту.
У лютому 1933 — 1937 року — студент фізико-математичного факультету Горьковського державного університету.
До грудня 1937 року — асистент на кафедрі теоретичної механіки та помічник ректора Горьковського державного університету.
У грудні 1937 — 1939 року — завідувач відділу шкіл Краснодарського крайового комітету ВКП(б).
У 1939 — липні 1941 року — секретар Краснодарського крайового комітету ВКП(б) із кадрів.
У липні 1941 — червні 1946 року — заступник начальника Управління кадрів Головного політичного управління Червоної армії (РСЧА), учасник німецько-радянської війни.
У червні 1946 — 1949 року — секретар Краснодарського крайового комітету ВКП(б) із кадрів.
У 1949 — травні 1951 року — 1-й заступник голови виконавчого комітету Краснодарської крайової ради депутатів трудящих.
У травні 1951 — 1955 року — 1-й заступник голови Ради міністрів Марійської АРСР.
До вересня 1955 року — інспектор ЦК КПРС.
2 вересня 1955 — грудень 1962 року — голова виконавчого комітету Горьковської обласної ради депутатів трудящих.
7 грудня 1962 — 11 січня 1963 року — голова Організаційного бюро Горьковського обласного комітету КПРС із сільськогосподарського виробництва.
11 січня 1963 — грудень 1964 року — 1-й секретар Горьковського сільського обласного комітету КПРС.
У грудні 1964 — 10 лютого 1972 року — голова виконавчого комітету Горьковської обласної ради депутатів трудящих.
Помер 10 лютого 1972 року. Похований на Красному цвинтарі міста Горького (Нижнього Новгорода).

## Звання
- полковник

## Нагороди
- два ордени Леніна
- орден Червоного Прапора
- орден Трудового Червоного Прапора
- орден Червоної Зірки
- медаль «За оборону Москви»
- медаль «За оборону Кавказу»
- медаль «За перемогу над Німеччиною у Великій Вітчизняній війні 1941—1945 рр.»
- медаль «За перемогу над Японією»
- медаль «За доблесну працю у Великій Вітчизняній війні 1941—1945 рр.»
- медаль «За доблесну працю. В ознаменування 100-річчя з дня народження Володимира Ілліча Леніна» (1970)